# Cicuta bulbifera
Cicuta bulbifera är en växtart i släktet sprängörter och familjen flockblommiga växter. Den beskrevs av Carl von Linné.

## Utbredning
Arten förekommer i norra Nordamerika, från North Carolina och Florida till Kanada och Alaska.